# Patrice Trovoada

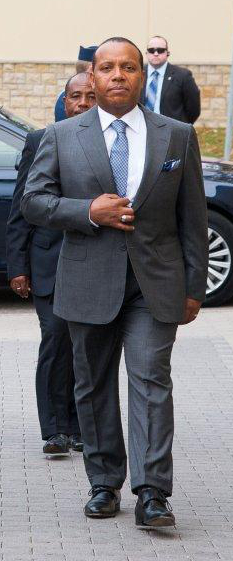
Patrice Trovoada im September 2012

Patrice Emery Trovoada (* 18. März 1962) ist ein Politiker aus São Tomé und Príncipe. Er ist Vorsitzender der Partei Acção Democrática Independente (ADI) und war von November 2022 bis Januar 2025 Premierminister von São Tomé und Príncipe. Zuvor war er bereits vom 14. Februar bis 20. Mai 2008, vom 14. August 2010 bis 4. Dezember 2012 sowie vom 29. November 2014 bis 3. Dezember 2018 Premierminister.

## Leben
Von 2001 bis 2002 war Trovoada Außenminister des Inselstaates.
Bei den Präsidentschaftswahlen am 30. Juni 2006 kandidierte Trovoada für die ADI mit Unterstützung weiterer oppositioneller Parteien, wie der Movimento de Libertação–Partido Social Democrata (MLSTP-PSD), sowie der ehemaligen Präsidenten Manuel Pinto da Costa und Miguel Trovoada, seinem Vater, der 1975 erster Premierminister des Landes wurde und von 1991 bis 2001 Präsident war. Trovoada errang 38,8 Prozent der Stimmen, unterlag jedoch Fradique de Menezes, der 60,6 Prozent der Stimmen erreichte.
Nachdem Anfang Februar 2008 die von Ministerpräsident Tomé Vera Cruz geführte Regierung bei einer Abstimmung im Parlament über den Haushalt des Jahres 2008 unterlag, die schließlich zu dessen Amtsniederlegung führte, wurde Patrice Trovoada am 14. Februar 2008 zum neuen Ministerpräsidenten ernannt. Diese Ernennung wurde möglich, weil die mit einer Minderheit von 23 der 55 Parlamentssitze regierende Movimento Democrático das Forças da Mudança-Partido da Convergência Democrática (MDFM-PCD) und die ADI (11 Parlamentssitze) ein Bündnis schlossen. Außerdem einigte man sich im Bündnis darauf, im Rahmen eines power-sharing pact die Ämter der Minister auf die Parteien der neuen Koalition aufzuteilen. Die Regierung wurde jedoch bereits am 20. Mai 2008 durch ein Misstrauensvotum gestürzt, weil einige Abgeordnete der Regierungskoalition mit dem oppositionellen MLSTP-PSD stimmten. Neuer Premierminister wurde Joaquim Rafael Branco vom MLSTP-PSD.
Nachdem die ADI bei der Parlamentswahl am 1. August 2010 mit 26 Mandaten stärkste Partei geworden war, wurde Patrice Trovoada am 14. August 2010 Premierminister einer Minderheitsregierung. Ein Schwerpunkt seiner Politik war die Intensivierung der bilateralen Kontakte zu anderen afrikanischen Staaten. Mit Angola wurde eine umfassende Kooperation u. a. im Erdölsektor vereinbart. Am 4. Dezember 2012 wurde seine Regierung von Präsident Manuel Pinto da Costa entlassen.
Die Parlamentswahl 2014 gewann die ADI mit absoluter Mehrheit. Am 25. November 2014 wurde er erneut zum Premierminister ernannt. Nach der Parlamentswahl im Oktober 2018 wurde er im Dezember 2018 von Jorge Bom Jesus abgelöst.
Nachdem seine Partei bei der Parlamentswahl im September 2022 eine absolute Mehrheit erreicht hatte, wurde er im November 2022 erneut zum Premierminister ernannt.